# Museu de Vehicles Històrics Vall de Guadalest
El Museu de Vehicles Històrics Vall de Guadalest és un museu de titularitat privada amb seu al Castell de Guadalest, Marina Baixa, dedicat a la mostra de tota mena de motocicletes i microcotxes d'època, en la seva major part fruit de la restauració del col·leccionista local Ricardo Fracés.
Situat en plena vall del riu Guadalest, a 5 quilòmetres de Callosa d'en Sarrià i a 7 del nucli del Castell de Guadalest, el museu ocupa una superfície de 500 m². Al seu costat hi ha un restaurant ben conegut a la zona, propietat també de la família Fracés.

## Història
Museu inaugurat el 2003 pel seu fundador, Ricardo Fracés Seguí, després de més de 25 anys de feina de recuperació i restauració de vehicles clàssics.
Nascut el 15 de desembre de 1946 a Benifato, Marina Baixa, Ricardo Fracés es va criar al davant d'una petita ferreria i, a còpia d'observar la feina que s'hi desenvolupava, començà a afeccionar-se pels tallers i les màquines. A 13 anys va aprendre a conduir la Vespa 125 de son pare i als 19 es va comprar la primera moto a mitges amb son germà, una Ducati 175 TS. Uns anys després va fundar el Restaurant "El Riu" amb la seva dona i germà i, amb els primers beneficis del negoci, adquirí una Montesa Enduro 360 H6. Més tard, s'interessà pel món de les motocicletes clàssiques i, un cop comprades i restaurades sengles Moto Guzzi 65 i Ducati 98 Sport, inicià una tasca extensiva de recerca d'exemplars antics pel País Valencià i rodalia (Sils i Barcelona a Catalunya, Alcanyís, Múrcia, etc.) i fins i tot per Madrid. Un cop considerà que la seva col·lecció era prou important, habilità l'actual museu a tocar del seu restaurant.

## Col·leccions
El museu acull vora 140 motocicletes i diversos microcotxes fabricats entre les dècades de 1920 i 1970, tots ells en perfecte estat de restauració i fidels al seu aspecte original. Els exemplars s'exposen en una sala de gran bellesa arquitectònica, decorada amb tota mena d'objectes antics com ara màquines de cosir i d'escriure, cafeteres, telèfons, ràdios i altres.
Hi ha motocicletes de 45 marques diferents, especialment de fabricants catalans i valencians però també de la resta de l'estat espanyol i de fora. A tall d'exemple, cal esmentar aquestes mostres representatives:
- Motos catalanes:
  - Bultaco: 22 unitats

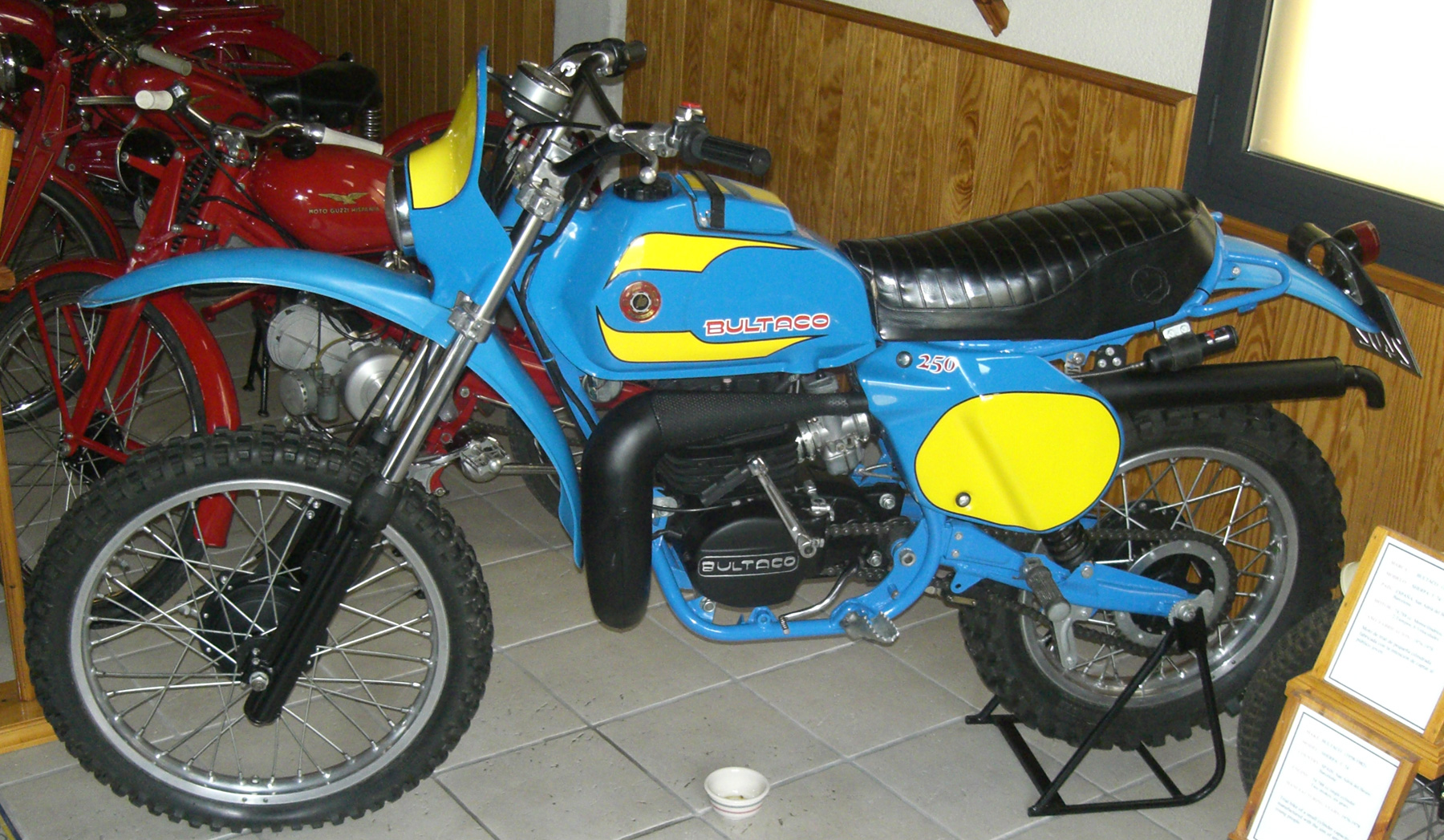
Bultaco Frontera Mk11 de 1979, exposada al museu

  - Montesa: 11 unitats, entre elles una del primer model de la marca, l'A-45 (la Cafetera) de 1945
  - OSSA: 6 unitats
  - Ducati Mototrans: 7 unitats
  - Moto Guzzi Hispania: 6 unitats
- Motos valencianes:
  - BJR: 2 unitats
  - Elig
  - SB
  - Setter
  - Villof

Hi ha també exemplars força rars, com ara una antiga Vespa 125 de 1953, una Automoto francesa de 1917 o un microcotxe Kapi Jeep Utilitario de 1955.

## Equipaments
El museu forma part d'un petit complex, propietat dels Fracés, on hi ha també el restaurant "El Riu" -especialitzat en carns a la brasa i menjar tradicional- i un quiosc del mateix nom on s'hi venen productes típics de la zona. Disposa d'una àmplia zona enjardinada i aparcament tant per a cotxes com per a autocars i caravanes. A l'entrada del museu hi ha una botiga de joguines, cotxes a escala i marxandatge relacionat amb el món del motor.